# Kyle of Sutherland

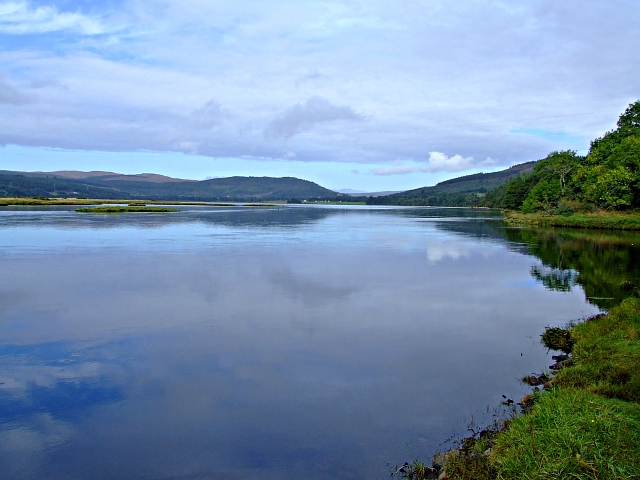
Der Kyle of Sutherland von Süden.

Der Kyle of Sutherland ist ein See, der in der Region Highland im Norden von Schottland liegt. Strukturell handelt es sich bei ihm um ein Ästuar. Er bildet die landeinwärtige Verlängerung des Dornoch Firth, mit dem eine schmale Verbindung besteht. Der Kyle of Sutherland hat eine Länge von etwa fünf Kilometern. Seine Breite beträgt bis zu rund einem Kilometer, sein oberer Teil ist wesentlich schmäler. Den Zufluss bildet von Nordwesten der River Oykel.
In Bezug auf die traditionellen Grafschaften ist der Kyle of Sutherland Teil der Grenze zwischen Sutherland im Norden und Ross-shire im Süden. Der See ist verkehrlich gut erschlossen: am nördlichen, linken Ufer verläuft die A836 road, am gegenüberliegenden eine untergeordnete Straße sowie die Far North Line.